# 贝妮代塔·奥尔西
贝妮代塔·奥尔西（義大利語：Benedetta Orsi；2000年2月25日—），意大利女子足球运动员，司职后卫，目前效力于萨索洛俱乐部和意大利国家女子足球队。她曾代表意大利参加2023年国际足联女子世界杯。